# Czabarówka (przystanek kolejowy)
Czabarówka (ukr. Чабарівка, ros. Чабаровка) – przystanek kolejowy w miejscowości Czabarówka, w rejonie husiatyńskim, w obwodzie tarnopolskim, na Ukrainie. Leży na linii dawnej Galicyjskiej Kolei Transwersalnej.